# Karl Burmester
Karl Burmester (* 17. Oktober 1911 in Buhrkall; † nach 1976) war ein deutscher Staatsbeamter und SS-Führer.

## Leben
Burmester war der Sohn eines Pastors aus Nordschleswig. Nachdem er 1932 das Abitur abgelegt hatte, arbeitete er als Import- und Exportkaufmann in Hamburg. Zum 1. Mai 1933 trat er der NSDAP bei (Mitgliedsnummer 2.749.396). 1934 trat er in den Sicherheitsdienst des Reichsführers SS (SD) (SS-Nummer 107.034) ein. In den folgenden Jahren arbeitete er im SD-Hauptamt, in dem er in der Abteilung für Presseauswertung tätig war.
Nach dem Geschäftsverteilungsplan des Reichssicherheitshauptamtes (RSHA) vom Februar 1940 hatte Burmester zu dieser Zeit die Leitung des Referates II A 4 („Auskunftsstelle“) im Amt II (Weltanschauliche Gegnerforschung) inne. Gemäß dem Geschäftsverteilungsplan vom März 1941 leitete Burmester damals im Rang eines SS-Hauptsturmführers das Referat VII A 3 („Auskunftei und Verbindungsstelle“) im Amt VII („Weltanschauliche Forschung und Auswertung – SD-Ausland“). Michael Wildt zufolge war Burmester einer der wenigen Mitarbeiter im Amt von Franz Alfred Six, die nicht studiert hatten. Wohl auf Initiative von Six holte Burmester dies parallel zu seiner Tätigkeit im RSHA nach: Er schloss sein Studium schließlich Anfang 1943 mit einer Diplomarbeit über das Thema England als das Geburtsland der Freimaurerei ab.
Seit April 1942 leitete Burmester die Zentralbibliothek des RSHA, die im Gebäude des Amtes VII in der Eisenacher Straße 12 untergebracht war und die ihren Gründungsstatut zufolge als wissenschaftliche Bildungsstätte für das gesamte Personal des RSHA gedacht war. Diese war in drei Hauptgruppen (1. Deutsches Reich und Generalier; 2. Gegner; 3. Ausland) unterteilt und umfasste mehrere hunderttausend Bände, die zu großen Teilen Beutebestände waren, die die SS aus ganz Europa zusammengeraubt hatte, so z. B. einige zigtausend Bände aus der Warschauer Synagogenbibliothek.